# Andrea Maccoppi
Andrea Maccoppi, né le 22 janvier 1987 à Milan (Italie), est un footballeur italien, qui évolue au poste de milieu de terrain au sein du club suisse.

## Biographie

### Carrière en club
Il joue un match en Ligue Europa avec le club du FC Vaduz lors de la saison 2013-2014.
Le 5 juillet 2018, alors qu'Andrea est libre de tout contrat après son départ du FC Lausanne-Sport, il s'engage avec le club du Servette FC où il a paraphé un contrat de deux ans avec une année supplémentaire en option.

### Carrière en sélection
Andrea Maccoppi joue son premier match avec l'équipe d'Italie des moins de 19 ans le 14 décembre 2005.

## Palmarès
- Champion de Suisse de D2 en 2014 avec le FC Vaduz
- Vainqueur de la Coupe du Liechtenstein en 2013 et 2014 avec le FC Vaduz